# پپه لانتستا
پپه لانتـسِـتا (ایتالیایی: Peppe Lanzetta؛ زادهٔ ۶ فوریهٔ ۱۹۵۶) بازیگر اهل ایتالیا است.
از فیلم‌ها یا برنامه‌های تلویزیونی که وی در آن نقش داشته‌است می‌توان به عشق پردردسر، فروشگاه بزرگ، بچه‌های خیابان، تیفوسی و اسپکتر اشاره کرد.